# 超高層学
超高層学または大気学(Aeronomy)は、解離とイオン化が重要な役割を果たす大気の上層領域について研究する学問である。
Aeronomyという用語は、Some Thoughts on Nomenclatureと題されたシドニー・チャップマンによる1946年のネイチャー誌への投書によって最初に使われた。
今日では、この用語は、他の惑星の大気の超高層の研究も含む。超高層学は大気物理学の一分野であり、超高層学の研究には、データを収集するための気球、人工衛星、観測ロケット等が必要である。大気潮汐や中間圏発光現象等が研究されている。

## 大気潮汐
大気潮汐は、大気上層が得たエネルギーを大気下層に運ぶための重要な機構であり、中間圏と熱圏の低い領域での動きのほとんどを占める。そのため、大気潮汐の現象の理解は、大気全体の理解にとって必須である。大気潮汐のモデル化や観測は地球の大気の観測や変化の予測のために欠かせない。

## 中間圏発光現象

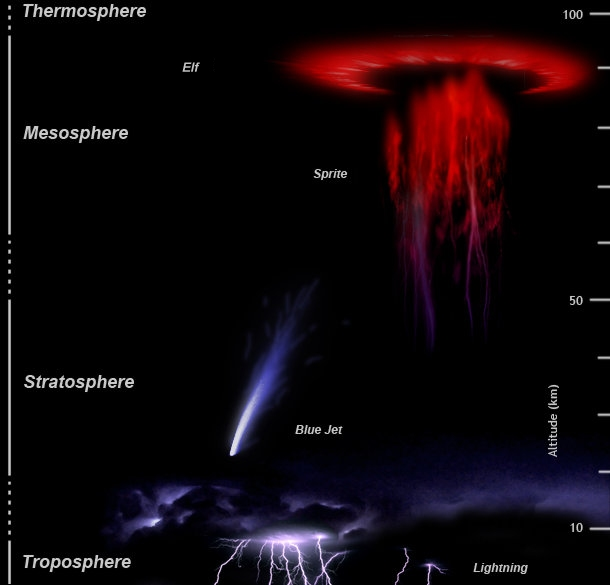
中間圏発光現象

中間圏発光現象は、通常の雷が発生するよりも高い位置での放電現象を表す用語である。中間圏発光現象には、レッドスプライト、スプライトホール、ブルージェット等の種類がある。